# Jaime Pérez de Arce
Jaime Rubén Pérez de Arce Araya (Santiago, 16 de septiembre de 1955) es un economista, consultor, investigador y político socialista chileno, actual vicepresidente ejecutivo de la estatal Empresa Nacional de Minería (Enami).

## Familia y estudios
Hijo de un empresario del área del transporte de combustibles al que solo vio una vez, vivió hasta los diez años con su madre —que permanecía soltera— su abuela, y unos tíos.
Estudió en la Escuela República del Perú de la comuna de Recoleta y luego en el Liceo Gabriela Mistral de Independencia, lugar donde se encontraba cuando en 1970 ingresó a la Juventud del Partido Socialista.
Tras la enseñanza secundaria se incorporó a la Universidad de Chile, donde se tituló como ingeniero comercial con mención en economía, en 1978. Luego ingresó al programa de posgrado Escolatina e hizo cursos de especialización en Metodología de la Investigación en Educación.

## Trayectoria política
Acusado de asociación ilícita, el año 1980 fue detenido durante 20 días por la CNI, organismo de la dictadura, en su cuartel de Avenida Santa María de Santiago. Luego fue enviado a la Penitenciaría y, tras ser sentenciado a un año y medio de relegación, partió a la comuna de San Clemente, en la Región del Maule. A fines de 1984 fue nuevamente detenido.
Durante el Gobierno del presidente Patricio Aylwin ingresó al directorio de la Empresa de Correos de Chile. A finales de 1994 asumió como jefe de la División de Coordinación Ministerial de la Secretaría General de la Presidencia, repartición de la que fue asesor entre los 1990 y 1994. Fue subsecretario de Educación entre 1994 y 2000.
Entre 2000 y 2006 fue vicepresidente ejecutivo de Enami, por encargo de Ricardo Lagos. En 2007, a pedido de Michelle Bachelet, asumió nuevamente tras la abrupta salida de su sucesor, Óscar Landerretche Gacitúa. Dejó el cargo en marzo de 2010.
En 2013, después de laborar un tiempo en la División El Teniente de la estatal Codelco, fue nombrado vicepresidente de Recursos Humanos de la empresa.
En 2014 retornó a Enami, en el marco del segundo Gobierno de Bachelet.